# انتقال‌به‌آبی

انتقال‌به‌قرمز در قیاس با انتقال‌به‌آبی

انتقال‌به‌آبی پدیده‌ای است که به دلیل نزدیک شدن یک جسم به ناظر به وجود می‌آید و یکی از نتایج این نزدیک شدن، کوتاه شدن طول موجی است که ناظر از متحرک دریافت می‌کند، میزان کوتاه شدن این طول موج فقط تابعی از سرعت است و هر چه سرعت نزدیک شدن بیشتر باشد طول موج دریافتی بیشتر تغییر خواهد کرد، برای بدست آوردن میزان تغییر سرعت این متحرک از اثر دوپلر استفاده می‌کنیم.
وقتی یک منبع که نور مشخصی را تابش می کند ، از ناظر دور بشود ، به دلیل دور شدن منبع ، طول موج نور گسیل شده افزایش میابد، و این افزایش یافتن طول موج سبب میشود که نور گسیل شده به نور قرمز تمایل میابد. این افزایش یافتن یا تمایل به رنگ قرمز به این دلیل است که منبع در خلاف جهت حرکت نور گسیل شده حرکت میکند و سبب میشود که طول موج نور دراز یابد یا به اصطلاح طول موج آن افزایش یابد و به قرمز تمایل پیدا میکند!
وقتی هم منبع نور که نور مشخصی گسیل می کند ، به ناظر نزدیک شود ، طول موج آن کاهش میابد و به بنفش تمایل میابد ، این تمایل یافتن هم به این دلیل است که جسم هم جهت با جهت حرکت نور گسیل شده حرکت میکند و سبب میشود که طول موج نور فشرده شود یا به اصطلاح طول موج آن کاهش یابد و به بنفش تمایل پیدا میکند!

رابطه دوپلر :
{\displaystyle {\frac {V}{C}}={\frac {\Delta \lambda }{\lambda }}}
{\displaystyle V} سرعت دور شدن متحرک، 
{\displaystyle C} سرعت نور
{\displaystyle \Delta \lambda } تغییر طول موج
{\displaystyle \lambda }  طول موج اولیه و در حالت سکون جسم است،
بنا بر رابطه بالا می‌توان وابسته بودن تغییر طول موج به سرعت را متوجه شد، اگر جسم به ما نزدیک شود، پس سرعت منفی خواهد بود (سرعت کمیتی برداری است)، بنابراین تغییرات طول موج بیشتر خواهد بود پس وقتی متحرک با سرعت بیشتری به ما نزدیک شود، طول موج دریافتی از متحرک کوتاه تر و مایل به آبی تر می‌بینیم.

نکته :
زمانی که جسم به ما نزدیک میشود ، باید سرعت را منفی بنویسیم ، و در زمانی هم که جسم از ما دور میشود ، باید سرعت را مثبت بنویسیم

## مثال برای انتقال به آبی
در اینجا دو مثال آورده ایم که هر کدام یک حالت است:

مثال اول) یک منبع نور که یک پرتو نور با طول موج 560 نانومتر با سرعت 2000 کیلومتر بر ثانیه از ناظر دور میشود ، طول موجی که ناظر دریافت میکند را بر حسب نانومتر چقدر است؟(ناظر ثابت است)(سرعت نور بر حسب کیلومتر بر ثانیه باشد)

مرحله اول) نوشتن فرمول و جایگذاری اعداد:
{\displaystyle {\frac {v}{c}}={\frac {\Delta \lambda }{\lambda }}\Longrightarrow {\frac {2000}{300000}}={\frac {\Delta \lambda }{560}}\Longrightarrow {\Delta \lambda }={\frac {2000\times 560}{300000}}=3.73}
در محاسبات بالا توانستیم {\displaystyle \Delta \lambda } را حساب کنیم که عدد بدست آمده {\displaystyle 3.73} شد!

مرحله دوم) باید {\displaystyle \Delta \lambda } را به {\displaystyle \lambda } اضافه کنیم:
{\displaystyle \lambda ^{\prime }=\Delta \lambda +\lambda \Longrightarrow 3.73+560=563.73}
عدد بدست آمده طول موجی را که ناظر دیده است را بیان میکند که برابر با {\displaystyle 563.73} نانومتر میباشد!